# Militärschulwesen (Österreich, 1900)
Die von der Armee Österreich-Ungarns geführten Militärerziehungs- und Bildungsinstitute hatten die Aufgabe, Offiziere entsprechend ihrer Verwendung auszubilden beziehungsweise junge Männer auf den Offiziersberuf vorzubereiten.
(Das Militärschulwesen der Donaumonarchie wurde einige Male reformiert und reorganisiert. Zwischendurch wurden immer wieder Standorte geschlossen, verlegt oder neu gegründet. Beides erschwert eine geschlossene und übersichtliche Beschreibung. Diese Übersicht stützt sich vor allem auf die Vorschriften des Jahres 1900 für den Eintritt in die Militär-Erziehungs- und Bildungsinstitute. Die letzte große Reform erfolgte nach derzeitigem Wissensstand 1874.)

## Plätze
In den k.u.k. Militärakademien und Militärrealschulen bestanden laut „k.u.k. Militär-Akademien, Militär-Realschulen und das Officierswaisen-Institut – Aufnahms-Bedingungen“ (Stand: 15. Februar 1900) drei große Gattungen von Plätzen:

### Platzarten
- Ärarial-Plätze (ganzfreie und halbfreie)

Die Kosten für die „ganzfreien Ärarial-Plätze“ wurden vom Reichs-Kriegs-Ministerium aus dem Heeresbudget bestritten. Jene für die „halbfreien Ärarial-Plätze“ wurden zu gleichen Teilen vom Heeresbudget und den Angehörigen des Zöglings bestritten.
- Stiftungs-Plätze (Staats-, Landes-, Finanzwach- und Privatstiftungsplätze; ganzfrei oder halbfrei)
- Zahlplätze

Auf Zahlplätze hatten die Söhne österreichischer oder ungarischer Staatsbürger Anspruch.

### Platzvergabe
Die Ärarial-Plätze („ganzfrei“ und „halbfrei“) wurden über Vortrag des Reichskriegsministeriums, die Staats- und die Landesstiftungsplätze über Vortrag des königlich ungarischen Landesverteidigungsministeriums beziehungsweise des k.k. Ministeriums für Landesverteidigung von Seiner Majestät dem Kaiser und König verliehen.
Die Finanzwach-Stiftungsplätze wurden vom k.k. beziehungsweise königlich ungarischen (k.u.) Finanz-Ministerium vergeben.
Die Kosten für die übrigen Stiftungsplätze wurden von den jeweiligen Stiftungen entsprechend deren Stiftbriefen gänzlich oder zur Hälfte übernommen.
Die Zahlplätze wurden vom Reichskriegsministerium vergeben. Bevorzugt wurden jedoch Schüler mit guten Schulzeugnissen, insbesondere die Söhne von Offizieren und Beamten (Militär-, Hof- und Zivil-Staats-Beamte).
Aspiranten für Militär-Realschulen, deren Väter in der sechsten oder einer höheren Rangklasse (Dienstklasse) standen oder deren Familien wohlhabend waren, wurden für halbfreie Ärarialplätze vorgeschlagen.

## Kostgeld und Schulgeld
- Kostgeld

Jährlich war ein Kostgeld in der Höhe von 800 Kronen für den Besuch einer Militär-Realschule und 1.600 Kronen für den Besuch einer der Militärakademien zu bezahlen. Zöglinge, die einen „halbfreien“ Ärarial- oder Stiftungs-Platz innehatten, hatten nur die Hälfte der genannten Beträge zu bezahlen. Zöglinge in Kadettenschulen hatten kein Kostgeld zu entrichten.
- Schulgeld

Die Angehörigen eines jeden Aspiranten auf einen Platz in einer Militär-Realschule oder einer Militärakademie hatten die Verpflichtung, mit Beginn des Schuljahres 28 Kronen Schulgeld zu bezahlen. Lediglich gänzlich mittellose Doppelwaisen waren von dieser Zahlung befreit.

## Militärschulen
Bis auf zwei Ausnahmen dienten alle hier aufgeführten Militärerziehungs- und Bildungsanstalten der Heranführung junger Männer und Buben an den Beruf des Offiziers. Die Kriegsschule diente der Weiterbildung bereits Dienst tuender Offiziere und die Offizierstöchter-Erziehungs-Institute boten dem weiblichen Nachwuchs aktiver Offiziere der k.u.k. Armee eine gewisse soziale Absicherung.

### k.u.k. Kriegsschule
Die am 14. Februar 1852 gegründete k.u.k. Kriegsschule war die ranghöchste Militärschule in der Donaumonarchie. Die einzige Schule dieses Typs befand sich in Wien. Um hier für die zwei Jahre dauernde Ausbildung aufgenommen zu werden, musste man bereits Offizier sein und bestimmte Auswahlkriterien erfüllen.

### Militärakademien

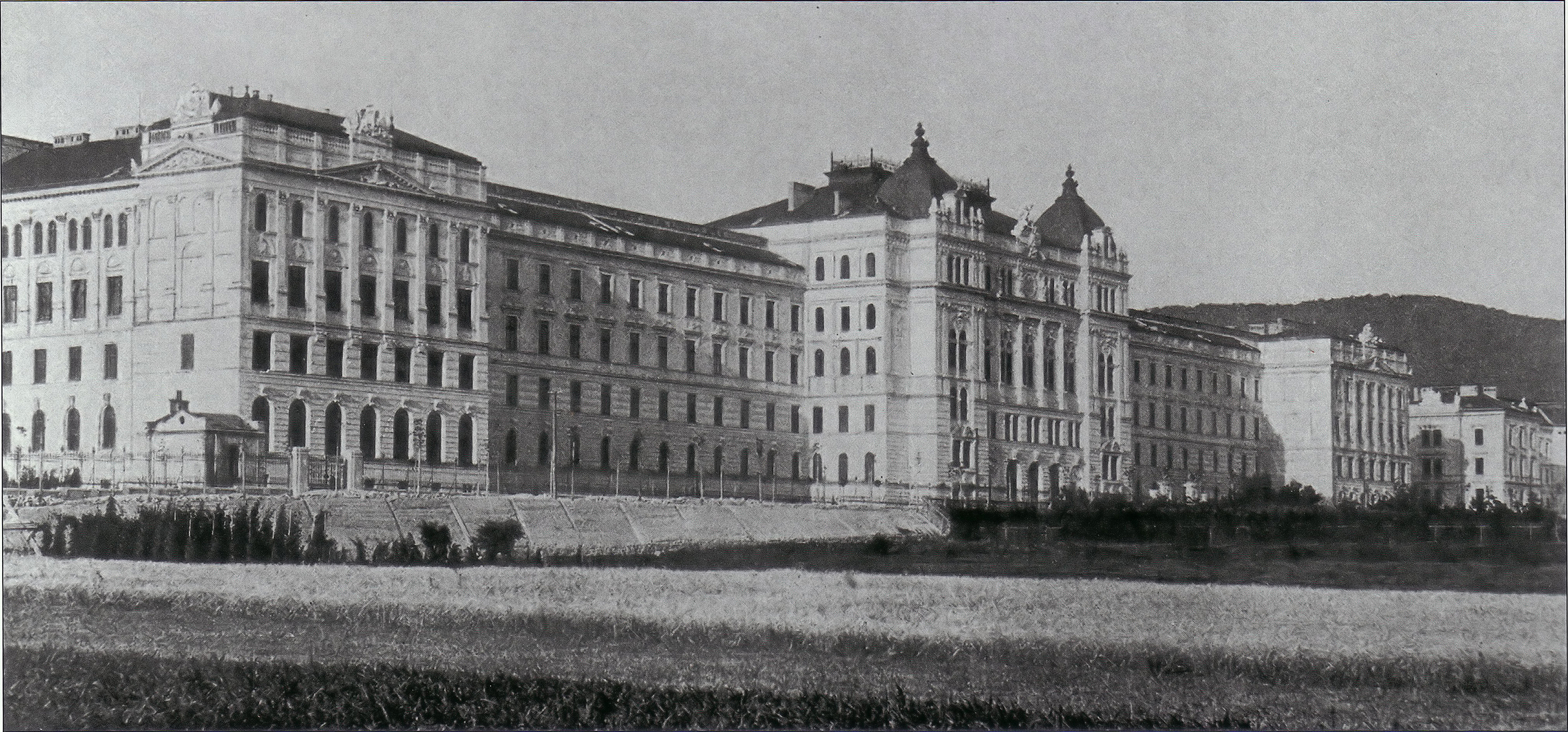
k.u.k. Technische Militärakademie, Mödling (1904)

In Österreich-Ungarn gab es im Jahr 1900 insgesamt fünf Militärakademien. Drei davon gehörten zum Heer beziehungsweise der Marine des Gesamtstaates.
- Theresianische Militärakademie (Heer, Wiener Neustadt)

- k.u.k. Technische Militärakademie (Heer, Wien (1903/1904), später Mödling)

- Marineakademie Fiume (Marine, Fiume)

Um in einer Militärakademie aufgenommen zu werden, musste der befriedigende Abschluss einer Mittelschule (Zum Beispiel Militär-Oberrealschule) mittels Schulzeugnis nachgewiesen werden. Da die Aufnahmeprüfung erst in der entsprechenden Akademie abgelegt werden konnte, erfolgte die Aufnahme immer vorbehaltlich des Ausganges dieser Prüfung.
Nach dreijähriger erfolgreicher Ausbildung wurden die Zöglinge als Leutnants ausgemustert.

### Kadettenschulen (Kadetteninstitute)

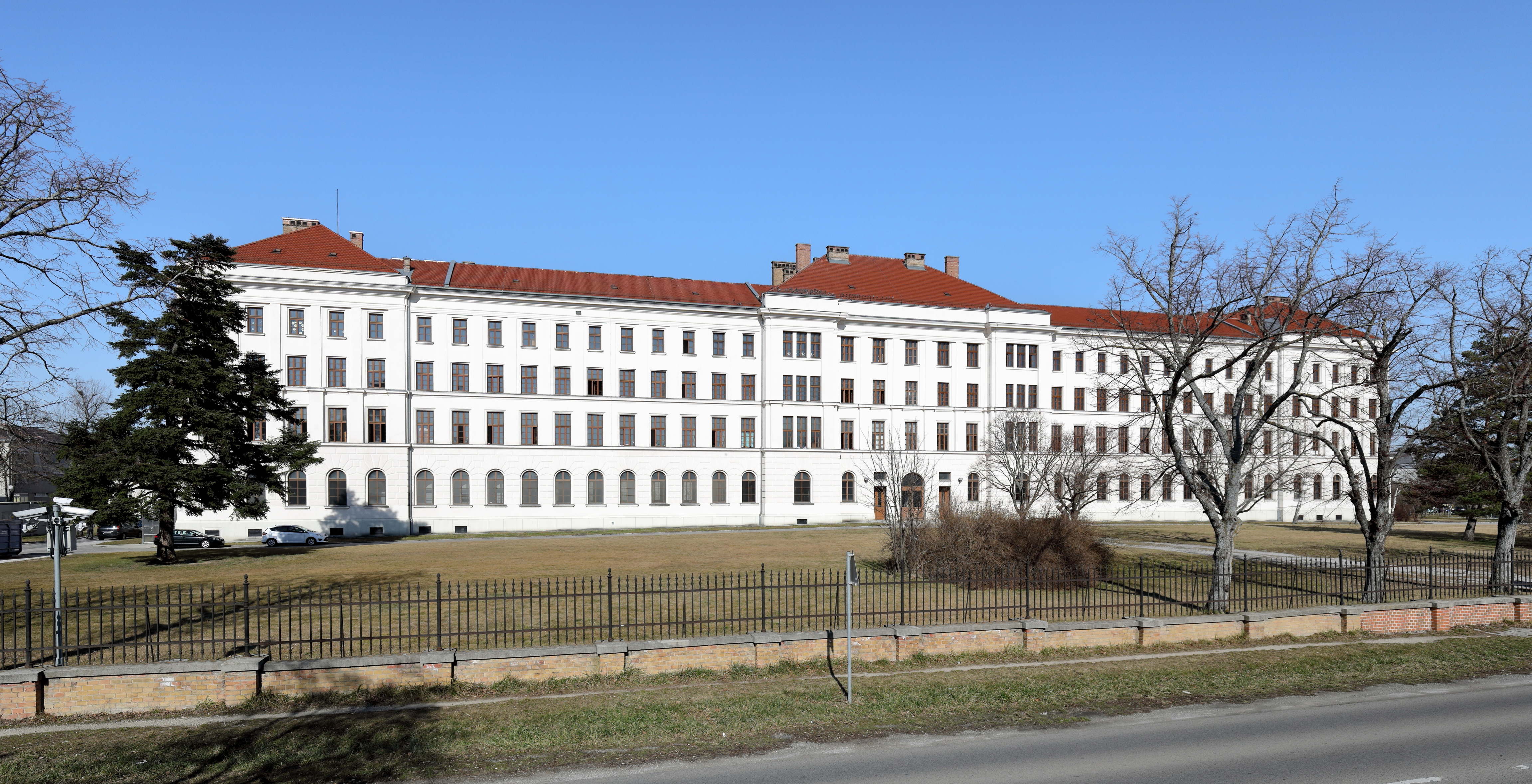
Hauptgebäude der ehemaligen Artillerie-Kadettenschule in Traiskirchen

Die Erziehung der Kadetten an den Kadettenschulen dauerte laut „Die k.k. Cadetenschulen als Militär-Erziehungs- und Bildungs-Anstalten. Aufnahms-Bedingungen (1889)“ vier Jahre (Infanterie-, Artillerie- und Pionierkadettenschulen) beziehungsweise drei Jahre (Kavalleriekadettenschule).
Nach erfolgreichem Abschluss der Ausbildung wurden die Kadetten als Kadett-Offiziersstellvertreter und ab 1908 als Fähnrich ausgemustert. Nach durchschnittlich weiteren zwei Jahren Dienstzeit folgte die Beförderung zum Leutnant.
In den letzten Jahren vor dem Ausbruch des Ersten Weltkrieges ging allerdings der Trend dazu, die Ausbildung der zukünftigen Offiziere verstärkt über die Militär-Realschulen und den darauf folgenden Besuch der Militärakademien laufen zu lassen. Die Kadettenschulen verloren dadurch an Bedeutung. So wurden die Kadettenschulen in Kaschau, Lobzow bei Krakau, Marburg und Pozsony 1913 in Militär-Oberrealschulen umgewandelt, nachdem das Jahr 1869 seinerzeit eine „Gründungswelle“ gebracht hatte. (Die eingeschulten Jahrgänge beendeten ihre Ausbildung in den Kadettenschulen, es erfolgten aber keine Neuaufnahmen.)

### Standorte der Kadettenschulen

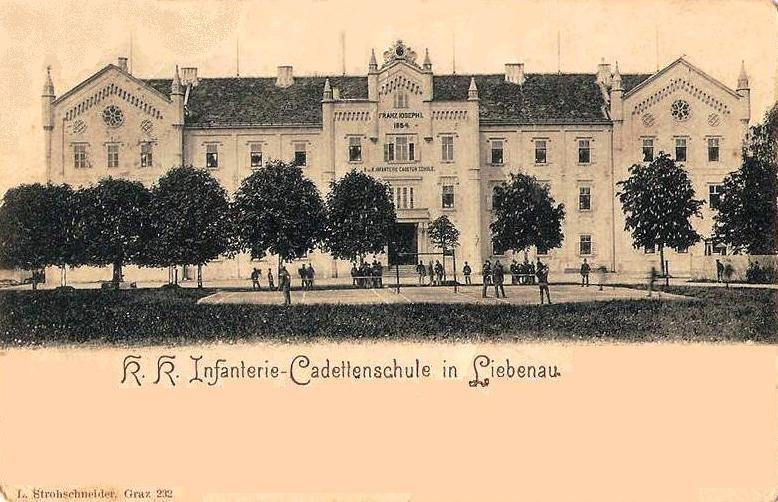
k.k. Infanterie-Cadettenschule Graz Liebenau (um 1900)

- Infanteriekadettenschulen (Stand: 1903/1904):
  - Wien (1869 -)
  - Budapest (1869 -)
  - Prag (1869 -)
  - Königsfeld bei Brünn (1869 in Brünn gegründet, 1877 nach Königsfeld verlegt -)
  - Pozsony (1869–1913)
  - Innsbruck (1869 -)
  - Temeswar (1869 -)
  - Hermannstadt (1869 -)
  - Triest
  - Liebenau bei Graz (1854–1918)
  - Łobzów
  - Karlstadt (1868 in Agram gegründet, 1878 als Filiale und 1880 gesamt nach Karlstadt übersiedelt -)
  - Marburg (1894–1913)
  - Kamenitz (1895 -)
  - Straß in der Steiermark (1896–1904 nach Kassa verlegt, ab 1913 Militär-Oberrealschule)
  - Lemberg (1899 -)
  - Kassa (1904 -)

- Kavalleriekadettenschule:
  - Mährisch Weisskirchen (1878 -)
- Artilleriekadettenschule (1903/1904):
  - Wien-Arsenal
  - Traiskirchen

Die Artilleriekadettenschule in Traiskirchen wurde 1903 gegründet. Die ältere, 1869 in Wien gegründet, wurde 1907 aufgelassen.
- Pionierkadettenschule (1903/1904):
  - Hainburg an der Donau

Ab 1811 gab es Vorgängerschulen, 1869 wurde die Pionierkadettenschule ins Leben gerufen und 1913 als Pionierklassen in die Technische Militärakademie in Mödling eingegliedert.

### Militär-Realschulen
Die österreichisch-ungarische Armee verfügte sowohl über Militär-Oberrealschulen (Nachfolger der Militär-Ober-Erziehungshäuser) als auch über Militär-Unterrealschulen (Nachfolger der Militär-Unter-Erziehungshäuser). Aufgabe dieser beiden Schultypen war es, geeignete Schüler auf eine Ausbildung in einer der Militärakademien vorzubereiten.
Um in einer Militär-Realschule aufgenommen zu werden, mussten die schulischen Kenntnisse des vorangegangenen Jahrganges mittels Zeugnis nachgewiesen werden.

#### Militär-Unterrealschulen
Nach einer in der eigenen Muttersprache erfolgreich abgelegten Aufnahmeprüfung dauerte die internatsmäßige Schulzeit vier Jahre. Zöglinge der Militär-Unterrealschulen, die das 14. Lebensjahr vollendet hatten und den 4. Jahrgang mit nur genügendem Erfolg abschlossen, wurden in den 1. Jahrgang einer Infanteriekadettenschule versetzt.
- Standorte (1903/1904):
  - Fischau (Standort 1852 gegründet, ab 1893 Militär-Unterrealschule)
  - Kőszeg (Standort 1856 gegründet, ab 1874 Militär-Unterrealschule)
  - Sankt Pölten (Standort 1856 gegründet, ab 1875 Militär-Unterrealschule)
  - Kismarton (1879–1909 verlegt nach Marosvásárhely, Militär-Oberrealschule ab 1909)
  - Kaschau

#### Militär-Oberrealschulen
Nach einer in deutscher Sprache erfolgreich abgelegten Aufnahmeprüfung dauerte die internatsmäßige Schulzeit drei Jahre. Zöglinge der Militär-Oberrealschule, die den 3. Jahrgang mit nur genügendem Erfolg abschlossen, wurden entweder in den 3. Jahrgang einer Infanterie- oder der Kavalleriekadettenschule oder in den 2. Jahrgang der Artillerie- oder Pionierkadettenschule versetzt.
- Standort (1903/1904): Mährisch-Weißkirchen
- Standort (1918): Marburg an der Drau

### k.u.k. Militär-Volksschule
Die k.u.k. Militär-Volksschule wurde im Wiener Arsenal 1854 wegen der abgeschiedenen Lage als zweiklassige Volksschule eröffnet, um den Söhnen und Töchtern der im Arsenal wohnenden Angehörigen des k.u.k. Heeres den deutschen Schulunterricht zu ermöglichen. Sofern es der Platz zuließ, wurden auch andere Schüler(innen) aufgenommen.
In den in der Festschrift dokumentierten ersten 40 Jahren ihres Bestandes wurde dreimal die Adresse gewechselt:
- Objekt 19 (Gewehrfabrik, ab 6. November 1854)

- Objekt 5 (ab 8. Mai 1855)

- Objekt 9 (ab 24. November 1861)

- Objekt 14

Mehrfach geändert wurde aber auch die Form der Schule:
- zweiklassige Trivialschule (ab 6. November 1854)

- vierklassige Normalhauptschule (ab 18. November 1861)

- dreiklassige Privat-Volksschule (1869, auf Anordnung des Reichs-Kriegsministeriums)

- zweiklassige Privat-Volksschule (ab 24. August 1873)

Ab dem 12. Februar 1887 wurde die Schule in den Stand der in Verwaltung des k.u.k. Reichs-Kriegsministeriums stehenden k.u.k. Militärvolksschulen übernommen.
Als Lehrer waren Zivilisten tätig, die Plätze der Hilfslehrer waren zumeist von Soldaten besetzt.

### Erziehungsinstitut für verwaiste Offizierssöhne
Das Erziehungsinstitut für verwaiste Offizierssöhne wurde 1877 in Fischau als Militärwaisenhaus gegründet. Nachdem es 1891 die Bezeichnung als „k.u.k. Erziehungsanstalt für verwaiste Offizierssöhne“ erhalten hatte, wurde es 1898 einer Reorganisation unterzogen und nach Hirtenberg verlegt. Nach einer neuerlichen Umbenennung im Jahr 1911 lautete der Name: „k.u.k. Offizierswaiseninstitut“.
Bei entsprechender geistiger und körperlicher Eignung erfolgte nach dem vollendeten 14. Lebensjahr eine Versetzung in den 1. Jahrgang einer Infanteriekadettenschule.
Standort: Hirtenberg (ab 1898)

### Militärknabenpensionat
Gegründet wurde das Militärknabenpensionat im Jahr 1879. Zweimal, 1886 und 1903, wurde es reorganisiert.
Bei entsprechender geistiger und körperlicher Eignung erfolgte nach dem vollendeten 14. Lebensjahr eine Versetzung in den 1. Jahrgang einer Infanteriekadettenschule.
Weitere Informationen liegen leider nicht vor.
Standort: Sarajewo

### k. u. k. Officierstöchter-Erziehungs-Institute
Eher unerwartet findet sich der Punkt k. u. k. Offizierstöchter-Erziehungs-Institute in dieser Aufstellung. Ihre Aufgabe war natürlich nicht das Heranziehen von Frauen für den Militärdienst, sondern war als soziale Absicherung des weiblichen Nachwuchses von Offizieren gedacht. Aufgenommen wurden ursprünglich römisch-katholische Töchter von aktiven Offizieren, die einen oder beide Elternteile verloren hatten beziehungsweise deren Familien in finanzieller Not waren. Ursprünglich wurden die Mädchen als Erzieherinnen ausgebildet, später auch für den Lehrerberuf oder als Kindergärtnerinnen.
Standorte: k.u.k. Officierstöchter-Erziehungs-Institut Hernals – k.u.k. Officierstöchter-Erziehungs-Institut Ödenburg

## Private
Um 1900 gab es in Wien zumindest zwei private Militär-Vorbereitungsschulen. Weitere Informationen liegen derzeit nicht vor.